# 의성군의 국회의원

## 행정구역 변천
- 1945년 8월 15일 경상북도 의성군
- 1990년 4월 1일 신평면을 안사면으로 분면

## 의성군의 역대 국회의원 일람
| 대수         | 이름           | 소속정당           | 임기                                                               | 선거구역                                                                  |
| ------------ | -------------- | ------------------ | ------------------------------------------------------------------ | ------------------------------------------------------------------------- |
| 제1대        | 정우일(丁又一) | 무소속             | 1948년 5월 31일 ~ 1950년 5월 30일                                  | 의성군 갑: 의성읍 단촌면 점곡면 옥산면 사곡면 춘산면 가음면 금성면 봉양면 |
| 제1대        | 권병노(權炳魯) | 대한독립촉성국민회 | 1948년 5월 31일 ~ 1950년 5월 30일                                  | 의성군 을: 비안면 구천면 단밀면 단북면 안계면 다인면 신평면 안평면        |
| 제2대        | 박영출(朴永出) | 대한국민당         | 1950년 5월 31일 ~ 1954년 5월 30일                                  | 의성군 갑: 의성읍 단촌면 점곡면 사곡면 춘산면 가음면 금성면 봉양면 옥산면 |
| 제2대        | 권병노(權炳魯) | 무소속             | 1950년 5월 31일 ~ 1954년 5월 30일                                  | 의성군 을: 비안면 구천면 단밀면 단북면 안계면 다인면 신평면 안평면        |
| 제3대        | 박영출(朴永出) | 무소속             | rowspan=2\| 1954년 5월 31일 ~ 1958년 5월 30일                      | 의성군 갑: 의성읍 단촌면 점곡면 사곡면 춘산면 가음면 금성면 봉양면 옥산면 |
| 제3대        | 박영교(朴永敎) | 무소속             | 의성군 을: 비안면 구천면 단밀면 단북면 안계면 다인면 신평면 안평면 |                                                                           |
| 제4대        | 김규만(金圭晩) | 민주당             | 1958년 5월 31일 ~ 1960년 7월 28일                                  | 의성군 갑: 의성읍 단촌면 점곡면 사곡면 춘산면 가음면 금성면 봉양면 옥산면 |
| 제4대        | 박영교(朴永敎) | 자유당             | 1958년 5월 31일 ~ 1960년 7월 28일                                  | 의성군 을: 비안면 구천면 단밀면 단북면 안계면 다인면 신평면 안평면        |
| 제5대 민의원 | 오상식(吳相植) | 민주당             | 1960년 7월 29일 ~ 1961년 5월 16일                                  | 의성군 갑: 의성읍 단촌면 점곡면 사곡면 춘산면 가음면 금성면 봉양면 옥산면 |
| 제5대 민의원 | 우홍구(禹弘矩) | 민주당             | 1960년 7월 29일 ~ 1961년 5월 16일                                  | 의성군 을: 비안면 구천면 단밀면 단북면 안계면 다인면 신평면 안평면        |
| 제6대        | 오상식(吳相植) | 민주공화당         | 1963년 12월 17일 ~ 1967년 6월 30일                                 | 의성군 일원(제10선거구)                                                   |
| 제7대        | 우홍구(禹弘矩) | 신민당             | 1967년 7월 1일 ~ 1971년 6월 30일                                   | 의성군 일원(제10선거구)                                                   |
| 제8대        | 김상년(金尙年) | 민주공화당         | 1971년 7월 1일 ~ 1972년 10월 17일                                  | 의성군 일원(제12선거구)                                                   |
| 제9대        | 김상년(金尙年) | 민주공화당         | 1973년 3월 12일 ~ 1979년 3월 11일                                  | 안동시·안동군·의성군 일원(제6선거구)                                      |
| 제9대        | 박해충(朴海充) | 신민당             | 1973년 3월 12일 ~ 1979년 3월 11일                                  | 안동시·안동군·의성군 일원(제6선거구)                                      |
| 제10대       | 김상년(金尙年) | 민주공화당         | 1979년 3월 12일 ~ 1980년 10월 27일                                 | 안동시·안동군·의성군 일원(제6선거구)                                      |
| 제10대       | 박해충(朴海充) | 신민당             | 1979년 3월 12일 ~ 1980년 8월 27일                                  | 안동시·안동군·의성군 일원(제6선거구)                                      |
| 제11대       | 권정달(權正達) | 민주정의당         | 1981년 4월 11일 ~ 1985년 4월 10일                                  | 안동시·안동군·의성군 일원(제7선거구)                                      |
| 제11대       | 김영생(金永生) | 한국국민당         | 1981년 4월 11일 ~ 1985년 4월 10일                                  | 안동시·안동군·의성군 일원(제7선거구)                                      |
| 제12대       | 권정달(權正達) | 민주정의당         | 1985년 4월 11일 ~ 1988년 5월 29일                                  | 안동시·안동군·의성군 일원(제4선거구)                                      |
| 제12대       | 김영생(金永生) | 한국국민당         | 1985년 4월 11일 ~ 1988년 5월 29일                                  | 안동시·안동군·의성군 일원(제4선거구)                                      |
| 제13대       | 정창화(鄭昌和) | 민주정의당         | 1988년 5월 30일 ~ 1992년 5월 29일                                  | 의성군 일원                                                               |
| 제14대       | 김동권(金東權) | 민주자유당         | 1992년 5월 30일 ~ 1996년 5월 29일                                  | 의성군 일원                                                               |
| 제15대       | 김화남(金和男) | 자유민주연합       | 당선 무효                                                          | 의성군 일원                                                               |
| 제15대       | 정창화(鄭昌和) | 한나라당           | 1998년 4월 3일 ~ 2000년 5월 29일                                   | 의성군 일원                                                               |
| 제16대       | 정창화(鄭昌和) | 한나라당           | 2000년 5월 30일 ~ 2004년 5월 29일                                  | 군위군·의성군 일원                                                        |
| 제17대       | 김재원(金在原) | 한나라당           | 2004년 5월 30일 ~ 2008년 5월 29일                                  | 군위군·의성군·청송군 일원                                                 |
| 제18대       | 정해걸(丁海杰) | 친박연대           | 2008년 5월 30일 ~ 2012년 5월 29일                                  | 군위군·의성군·청송군 일원                                                 |
| 제19대       | 김재원(金在原) | 새누리당           | 2012년 5월 30일 ~ 2016년 5월 29일                                  | 군위군·의성군·청송군 일원                                                 |
| 제20대       | 김종태(金鍾泰) | 새누리당           | 2016년 5월 30일 ~ 2017년 2월 9일                                   | 상주시·군위군·의성군·청송군 일원                                          |
| 제20대       | 김재원(金在原) | 자유한국당         | 2017년 4월 13일 ~ 2020년 5월 29일                                  | 상주시·군위군·의성군·청송군 일원                                          |
| 제21대       | 김희국(金熙國) | 미래통합당         | 2020년 5월 30일 ~ 2024년 5월 29일                                  | 군의군·의성군·청송군·영덕군 일원                                          |
| 제22대       | 박형수(朴亨修) | 국민의힘           | 2024년 5월 30일 ~ 현재                                             | 의성군·청송군·영덕군·울진군 일원                                          |

## 같이 보기
- 안동시의 국회의원
- 군위군의 국회의원
- 청송군의 국회의원
- 상주시의 국회의원
- 울진군의 국회의원
- 의성군 (1988년 선거구)
- 군위군·의성군
- 군위군·의성군·청송군
- 군위군·의성군·청송군·영덕군
- 의성군·청송군·영덕군·울진군